# Keizerpark

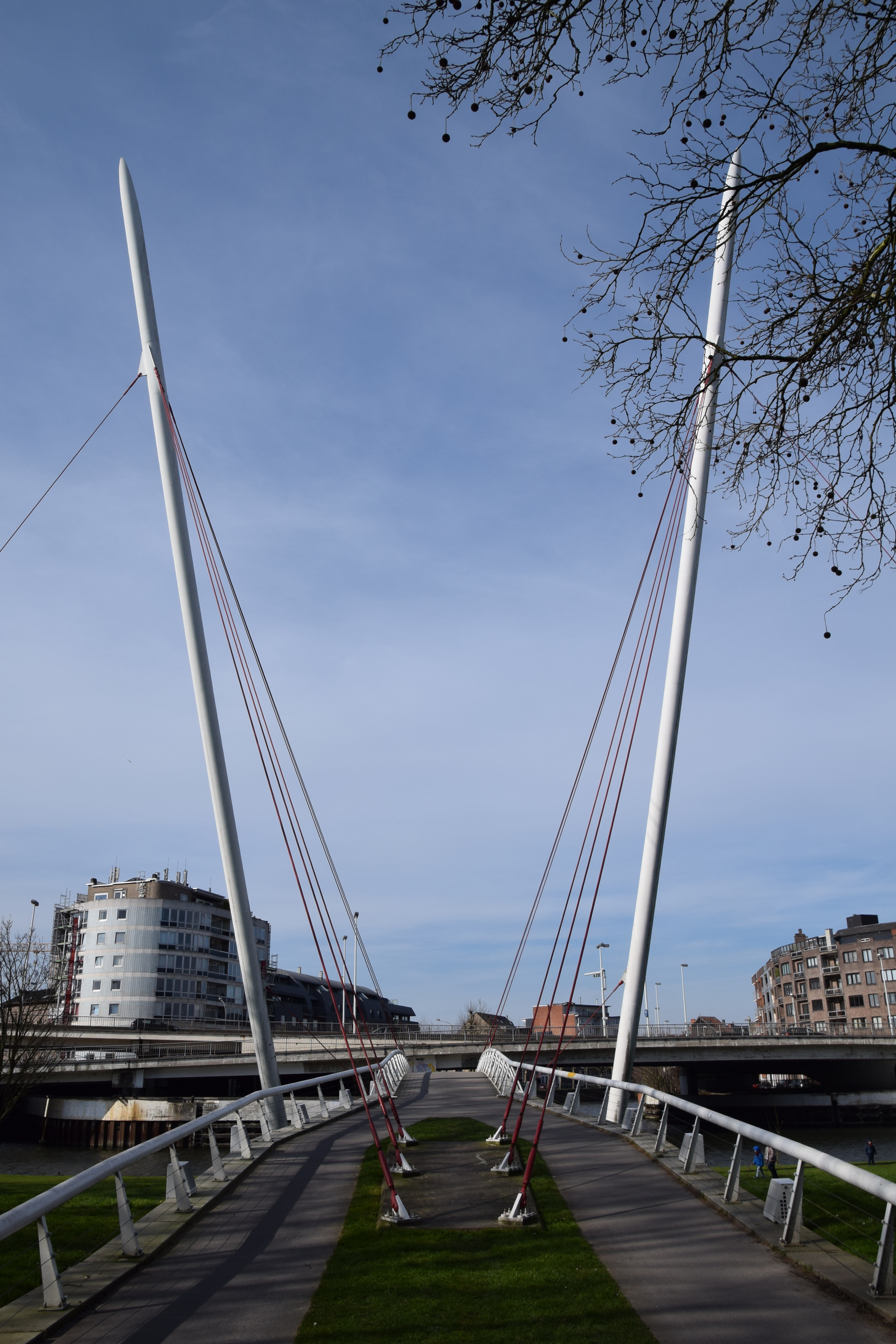
Keizersparkbrug met zijn pylonen

Het Keizerpark is een park in Oud-Gentbrugge, een wijk van de Belgische stad Gent. Het ligt op een eiland dat deel uitmaakte van de omwalling van de stad Gent. 
Het park is ongeveer 1,8 hectare groot en door twee fietsbruggen verbonden met de Visserij (Gentse binnenstad) enerzijds en de Scheldekaai (Gentbrugge) anderzijds. Aan de kant van de Brusselsesteenweg zijn er voorzieningen voor basketbal en skaten. In het midden van het park is een grasperk met trapjes naar het water. Op het houten ponton langs de Schelde kan gevist worden. Daarnaast is er een speeltuin en een picknickruimte.

## Geschiedenis
Het park bevindt zich op een eilandje tussen twee waterlopen. In het noorden de historische Schelde (die loopt vanaf de samenvloeiing met de Leie in het stadscentrum, ten westen van het eilandje van de Visserij) met aansluitend in het westen de Scheldedoorsteek (Keizervest), en in het zuidoosten de Franse Vaart). Waar nu het eilandje is, stond sinds het laatste kwart van de 16e eeuw, ten tijde van het Calvinistische bestuur, een bastion dat deel uitmaakte van de tweede omwalling van Gent. Dat bastion lag vlak vóór de Keizerpoort, de naam Keizerpark is daarvan afgeleid. Deze poort stond in voor het verkeer van en naar Brussel. Omstreeks 1790, onder Jozef II, werd de omwalling afgebroken. Het gebied kreeg daarna een voornamelijk industriële invulling, met onder meer een ijzergieterij.
Het Keizerpark werd aangelegd in de jaren 1949-1950 en lag aanvankelijk relatief geïsoleerd. Het was enkel toegankelijk vanaf de Brusselsesteenweg. Tussen 2004 en 2009 heeft het park ingrijpende veranderingen ondergaan, het wordt sindsdien veel bezocht en is een knooppunt voor fietsers en wandelaars.

### Heraanleg
In 2004 begon men met de bouw van de Keizersparkbrug, een grote voetgangers- en fietsersbrug over de Schelde-doorsteek. Hij wordt gekenmerkt door twee pylonen. Er werd ook een onderdoorgang aangelegd onder de N9 Brusselsesteenweg, zacht verkeer kreeg daarmee een autoluwe route tussen de Gentse binnenstad en Ledeberg - Merelbeke. In 2008 werd een kleinere brug over de Franse Vaart gebouwd, voor een autoluwe aansluiting met Gentbrugge.
De constructie van beide bruggen had als doel in een veiligere en betere verbinding te voorzien voor het fietsverkeer tussen de binnenstad enerzijds en Merelbeke en (Oud) Gentbrugge. Het maakte van het Keizerpark een knooppunt voor zachte weggebruikers. Er werd ook een aanlegsteiger aangelegd langsheen de Schelde. Doel daarvan was het park beter te laten aansluiten op het water en pleziervaarders de mogelijkheid te geven tijdelijk aan te meren voor een bezoek aan het park. Na de bouw van de fietsersbruggen en de aanlegsteiger werd het Keizerpark heraangelegd en ingedeeld in verschillende zones met een elk eigen functionele invulling.